# Stazione di Bentenchō
La stazione di Bentenchō (弁天町駅?, Bentenchō-eki) è una delle stazioni della Linea Circolare di Ōsaka nell'omonima città giapponese, situata nella zona sud-occidentale.

## Linee

### Treni
- JR West
  - Linea Circolare di Ōsaka

### Metropolitane
- Metropolitana di Osaka
  - Linea Chūō